# ワシントン湖運河
ワシントン湖運河（Lake Washington Ship Canal）は、アメリカ合衆国のシアトルにある運河。ピュージェット湾とワシントン湖を結んでいる。

## 概要
1917年に開通し船舶の通行が始まった。付帯設備の最終的な完成は1934年。ワシントン湖の水はブラック川とデュワミッシュ川を経由してピュージェット湾へ流れていたが、ワシントン湖運河の開通により運河経由でピュージェット湾に流れるようになった。ワシントン湖の水面は2.7メートル低下し、ブラック川には水が流れなくなった。それでもワシントン湖の水面はピュージェット湾より6.1メートル高いため、運河の西端に閘門が1箇所あり高低差を調整している。閘門には魚道があり鮭などの魚が通ることができる。
運河には跳ね橋が掛けられており背の高い船も通過できる。州間高速道路5号線の橋は橋桁が高く固定式である。リンク・ライトレール（en:Link light rail）はトンネルで横断している。

## ギャラリー

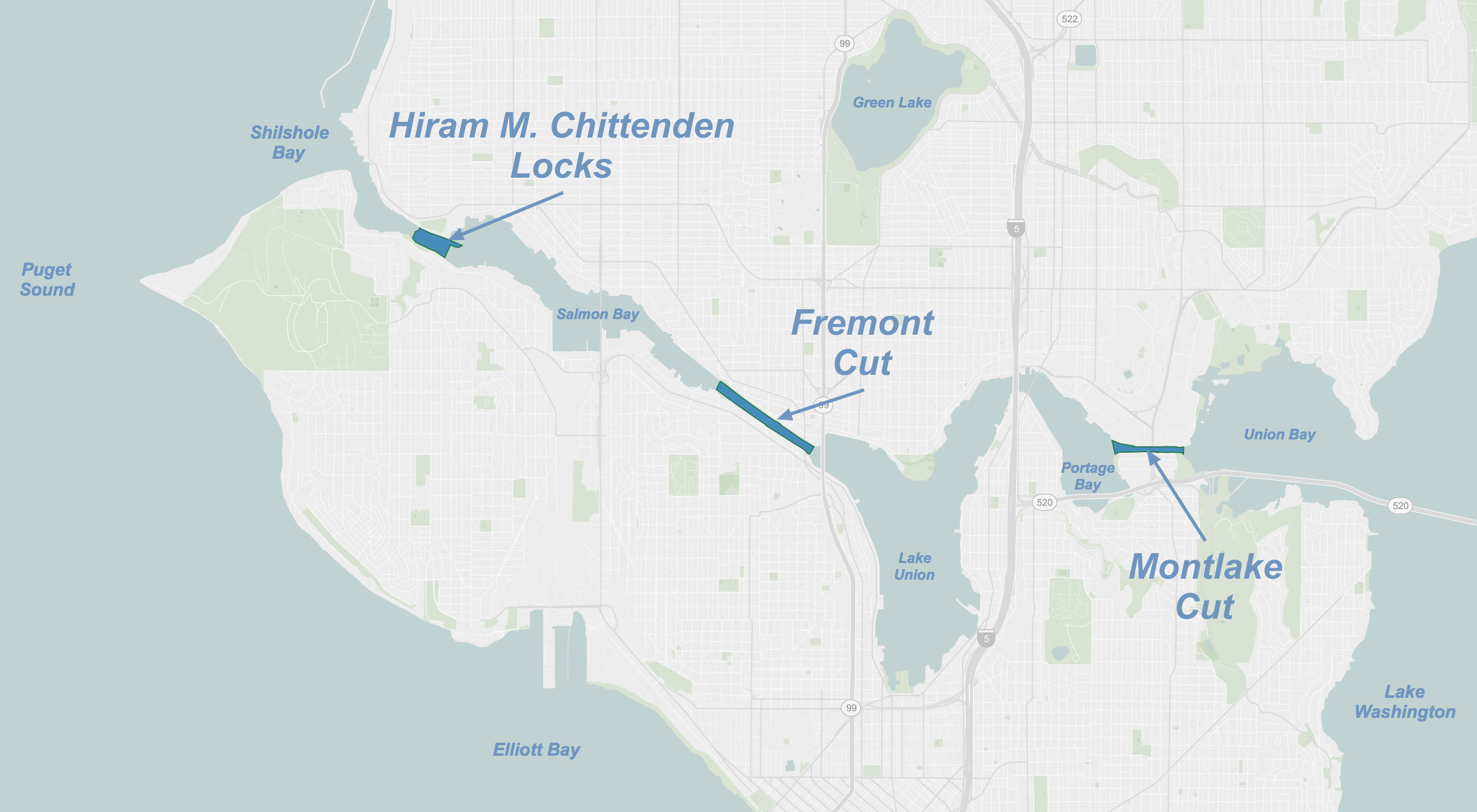
運河の経路

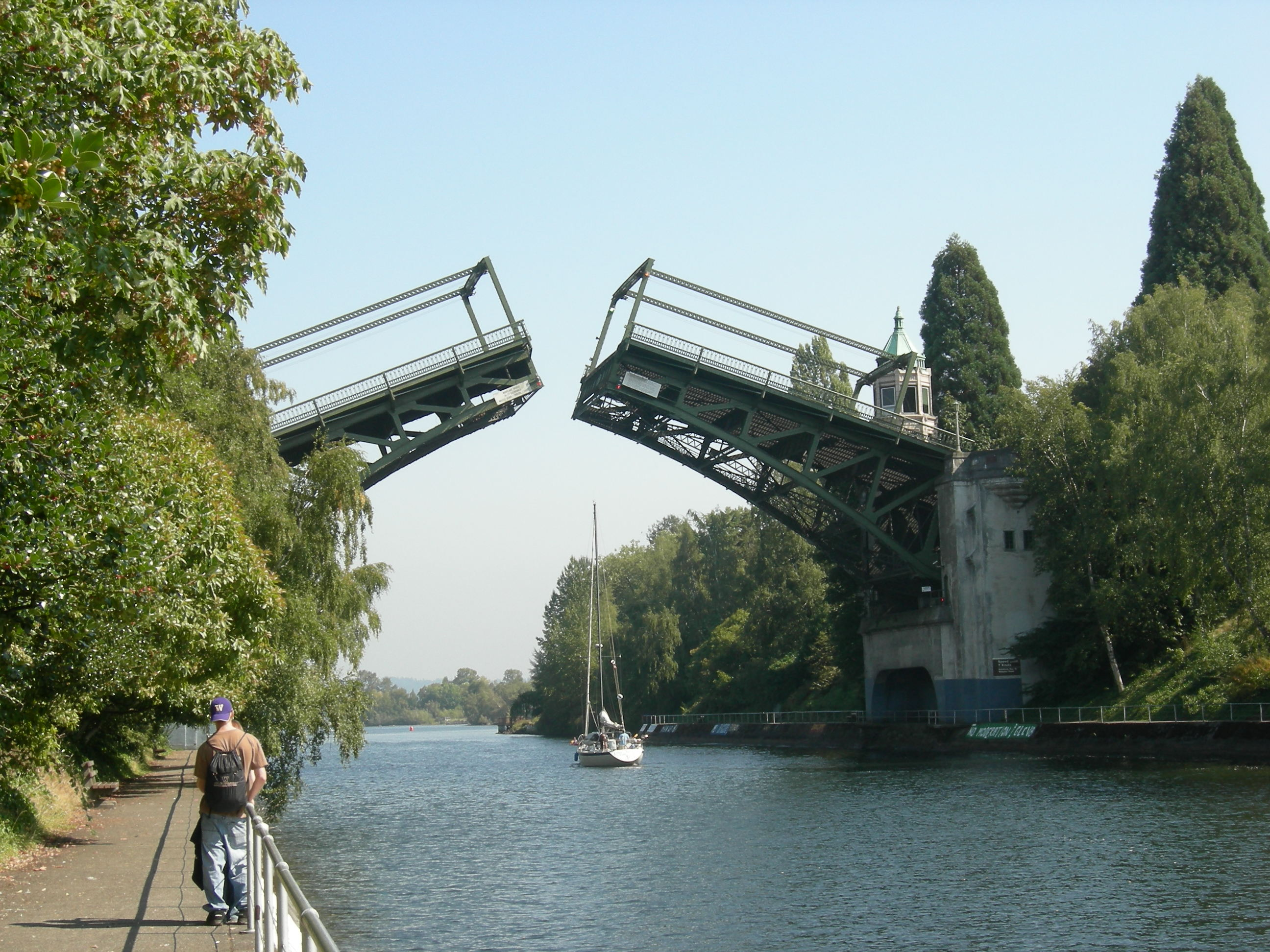
モントレイク橋
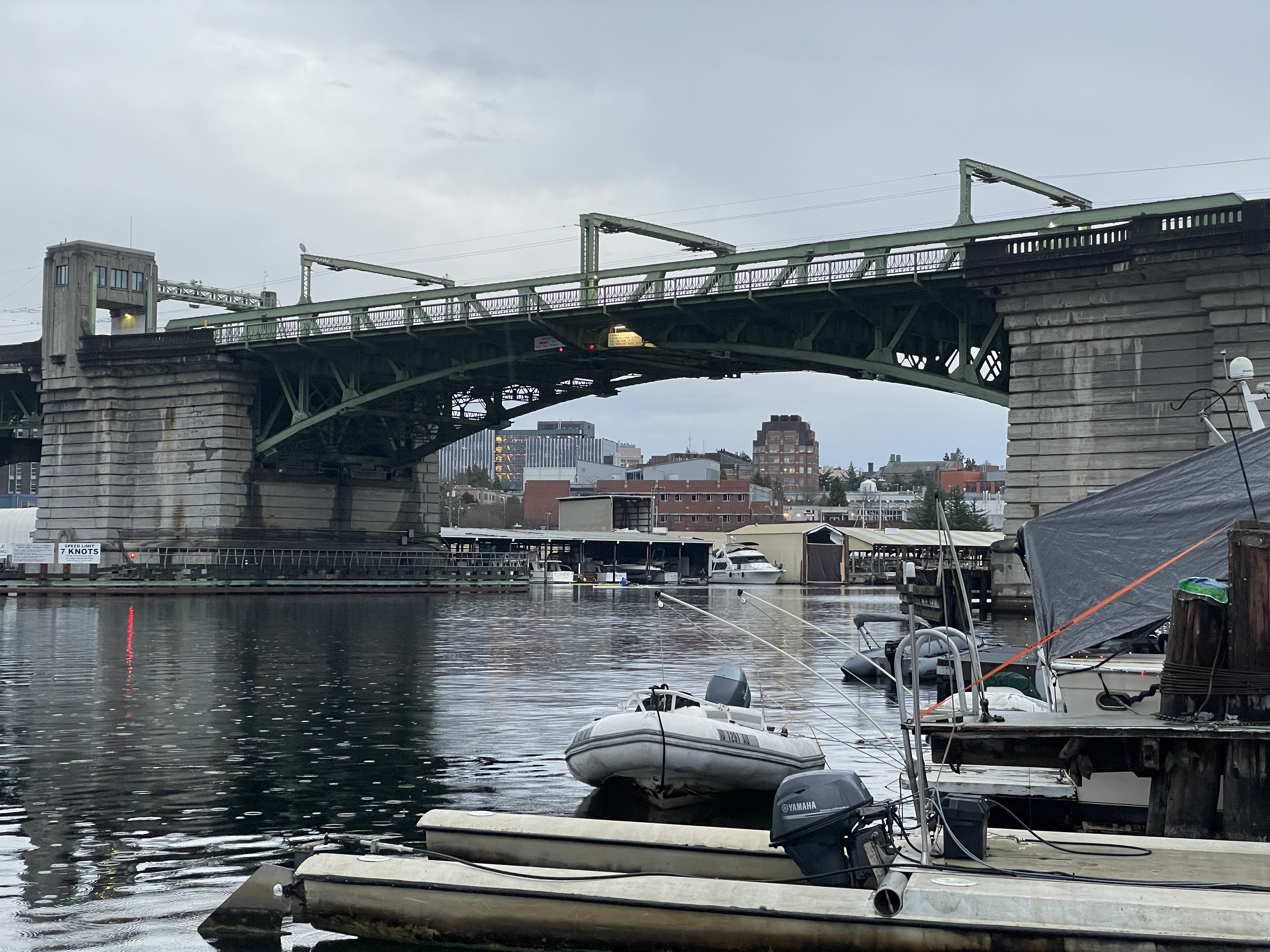
ユニバーシティ橋
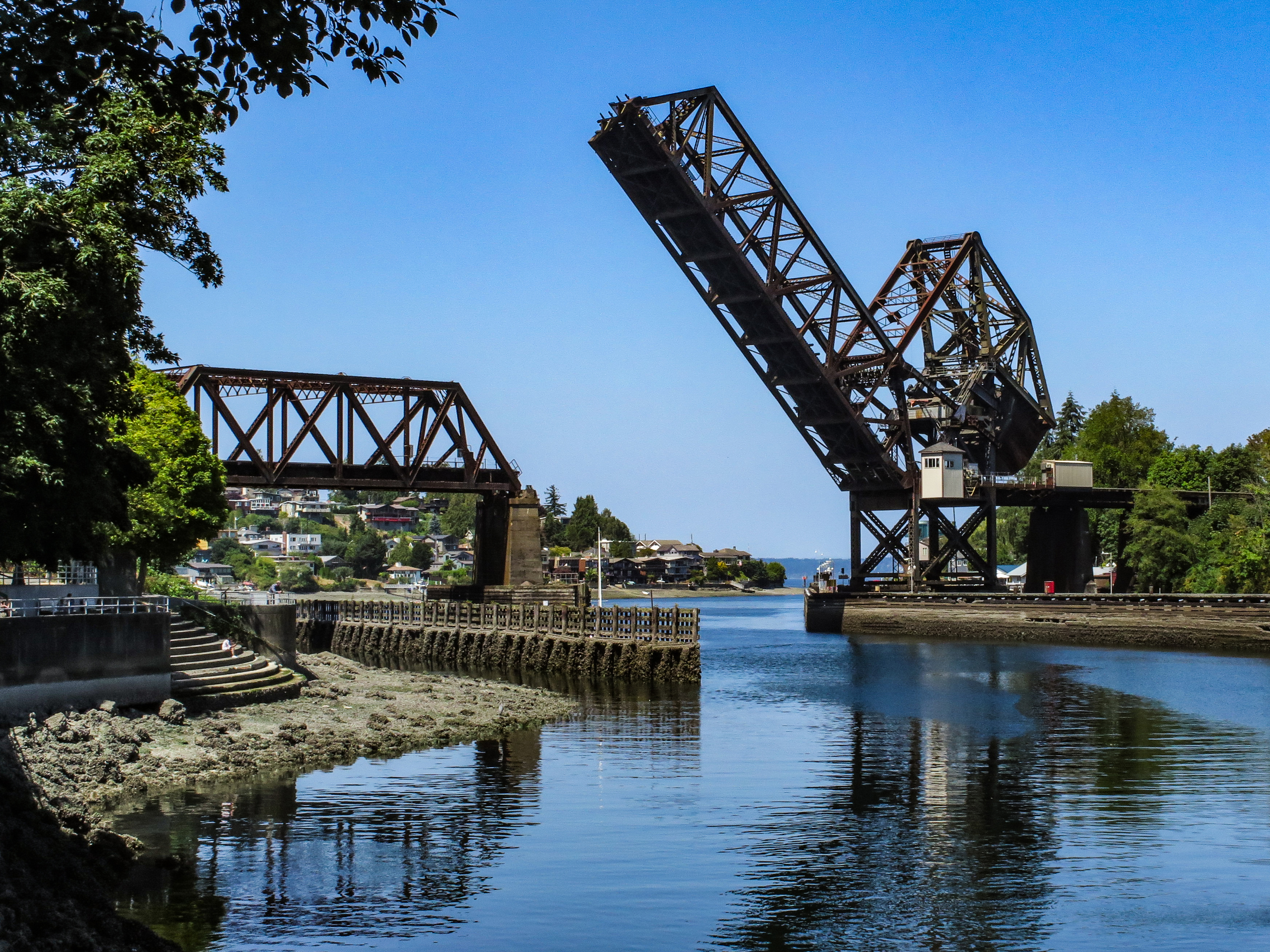
サーモンベイ橋